# モンスター☆レーサー
モンスター☆レーサー（もんすたーれーさー）は、2009年1月22日にコーエー（現・コーエーテクモゲームス）から発売されたレースアクションRPGである。2009年12月10日にはKOEI The Bestとして廉価版が発売された。

## 概要
競走を始めてしまう不思議な性質を持つモンスターを収集して育て、そしてそのモンスターをレースで競わせるというレースアクションRPG。
レース画面では横スクロール視点が採用され、コース上の落とし穴や障害物をかわすなどの操作がプレイヤーには求められる。モンスターには見た目のほかステータスなどにも違いがあり、世界各地でさまざまな種類のモンスターを仲間にすることができる。モンスターは全80種類。
DSワイヤレスプレイで最大4人までの対戦や、ソフト1本だけでもDS4台まで遊べるダウンロードプレイにも対応。Wi-Fiコネクションを利用してタイムアタック大会も開催されている。
世界各地を舞台とするシナリオであるために作中には実在の地名などが登場するが、世界地図の太平洋上部分に架空の島も存在しているため、実在の地名とはほとんど関係の無いフィクション作品である。
本作はタイトルの類似性から、同じくコーエーから過去に発売された「もんすたあ★レース」シリーズの続編だと誤解されがちだが、世界観や登場人物、レースシステムは全く違うものであり、その他システムやモンスターもほとんど違うものとなっている。しかし一部モンスターの名前やキャラクターデザインが、「もんすたあ★レース」に登場したモンスターと同じ・類似しており、モンスターの地形の得手・不得手の存在などそのレースシステムに似通った部分も多く、また作品のキャッチコピーが同一であるなど、これらの作品が全くの無関係であるというわけでもない。

## あらすじ
競走をしたがるという変わった性質を持つモンスターたちを利用し、人々がそれを競争させる競技「モンスターレース」が始まって早10年。今やモンスターレースは世界中で大人気となり、そのレーサーも人気の存在となった。
主人公もそんなトップレーサーに憧れ、レーサーになるための試験を受けるべく、モンスターレースの聖地と言われる「スターアイランド」という島を訪れた。
世界各地にいる「スターセブン」という7人の強豪レーサーと戦いながら、主人公は世界最強のモンスターレーサーを目指す。

## 登場人物
主人公（デフォルト名なし）
本作の主人公。ゲーム開始時に性別の選択ができる。選択しなかった方の主人公はDSの日付に応じて「特別な日」に登場し、アイテムをプレゼントする。漫画でのパートナーは男主人公がジュピター、女主人公がマーズである。
ミサキ
主人公のマネージャーを名乗り出て、仲間として主人公の旅のお供となる少女。レースに関して詳しい面もあり、ゲーム序盤においてプレイヤーのチュートリアルをサポートする。
ミハエル
ヨーロッパのスターセブン。伝説のモンスター・フレアをパートナーとし、世界最強のレーサーと言われる。レーサーとしての強さとそのルックスの良さから、世界中のレーサーのあこがれの存在。
リカルド
サウスアメリカのスターセブン。ナウエリートというモンスターをパートナーとし、そのレーサーとしての実力はミハエルに次ぐと言われている。さわやかな性格で誰からも愛されるレーサー。主人公のレーサー試験において試験官も担当する。
ズラタン
ヨーロッパ出身の少年。オヴィンニクというモンスターをパートナーとする。プライドが高く自信過剰な性格で、レースのたびに主人公らを挑発してくる、ライバルのような存在。
ヤン
アジア出身の少年。気弱だが優しい性格をしている。カハクというモンスターをパートナーとする。モンスターが好きでレーサーとなり、各地で珍しいモンスターを探していることもある。
アニータ
「チームブラック」という組織に所属する女。関西弁で話す。メルカプタンというモンスターをパートナーとし、チョイと共に各地で主人公の旅の邪魔をしてくる。
チョイ
「チームブラック」という組織に所属する大柄の男。関西弁で話す。ションマオというモンスターをパートナーとし、アニータと共に各地で主人公の旅の邪魔をしてくる。
ギブソン
オセアニアのスターセブン。トゥアタラというモンスターをパートナーとする。食欲旺盛なためか大柄な体格で、そのルックスは作中で散々な言われようだが、勇敢で頼もしい面を持っている。故意なのか素で言ってしまっているのかどうかは不明だが、ミサキの名前をよく言い間違える。
ラウ
アジアのスターセブン。トウテツというモンスターをパートナーとする。厳格な性格で、特に部下の失態にはかなり厳しい態度をとる。
マリアナ
ユーラシアのスターセブン。サーベルというモンスターをパートナーとする。幼い少女でありながらスターセブンとなるほどの天才的なレースの実力を持ち、そのため周囲の大人たちからは期待されている。
ムワイ
アフリカのスターセブン。レグルスというモンスターをパートナーとする。野生のモンスターたちのことを家族や友人同様の大切な存在だと思っている。
シャロン
ノースアメリカのスターセブン。アルタイルというモンスターをパートナーとする。その美しいルックスでモデルも兼業している。気まぐれな性格。
ラパ・ヌイ
モンスターレースの聖地「スターアイランド」の長老。
ジョーンズ
主人公が世界各地で遭遇する探検家。ダジャレを頻繁に言っては周囲を呆れさせる。
アナウンサー
リーゼントに蝶ネクタイが特徴的なアナウンサー。絶叫するようなアナウンスで各地の大会を盛り上げる。

## 漫画
アスキー・メディアワークスのゲーム雑誌『デンゲキニンテンドーDS』にて2008年12月（2009年2月号）から2009年8月（10月号）にかけて、きむら繁によってこのゲームの漫画版が連載された。全9話。
全体的にはゲームと同じ流れだが、漫画オリジナルの展開も多々ある。人物キャラクターによってはゲーム内のものと性格や外見が少々違うものもいる。